# Altocumulus caballa
El altocumulus caballa es una nube casi transparente que suele aparecer aislada, y, con cielos despejados. Su aspecto es parecido al de un cúmulo, pero es más transparente, y las gotas que lo conforman, más ligeras. 
Esta nube, como todos los altocúmulos no porta precipitaciones, pero alguna que otra vez, cae lluvia de ella.
- Datos: Q5392714